# Gjemnes
Gjemnes este o comună din provincia Møre og Romsdal, Norvegia.